# フフホト (小惑星)
フフホト (72060 Hohhot) は小惑星帯に位置する小惑星。香港生まれのカナダの天文学者、William Kwong Yu Yeung（中国名：楊光宇）がアメリカ合衆国アリゾナ州のデザート・ビーバー天文台で発見した。
中華人民共和国、内モンゴル自治区の省都、フフホトに因んで命名された。